# Run (Banda-Inseln)
Run (indonesisch Pulau Run, auch Rhun) ist eine der kleinsten Banda-Inseln, die zu den Molukken im Osten Indonesiens gehören. Sie war in der Kolonialzeit seit dem 17. Jahrhundert für den Anbau der damals mit Gold aufgewogenen Muskatnüsse bekannt.

## Geografie
Run liegt in der Bandasee, ist drei Kilometer lang und einen Kilometer breit. Sie ist die westlichste der Banda-Inseln; ungefähr 7 km östlich liegt die Nachbarinsel Ai. 700 m nördlich befindet sich das kleine, ungefähr 200 m lange Inselchen Pulau Nailakka.

## Geschichte
1603 wurde die Insel von James Lancaster, John Davis und John Middelton auf einer Erkundungsreise nach Gewürzen, welche von der britischen East India Company bezahlt wurde, entdeckt. Erste Kontakte mit den Einheimischen verliefen friedlich. Die Engländer setzten sich auf Nailaka fest. Am 25. Dezember 1616 wurde die Insel von Kapitän Nathaniel Courthope besetzt, um sie gegen Ansprüche der Niederländer, vertreten durch die Niederländische Ostindien-Kompanie, zu verteidigen. Ein mit den Einheimischen geschlossener Vertrag bestätigte außerdem die Hoheit der Britischen Krone über das Gebiet. Nachdem die Niederländer die Insel vier Jahre belagert hatten und Nathaniel Courthope 1620 in einem Hinterhalt getötet wurde, verließen die Engländer und ihre einheimischen Verbündeten die Insel kampflos.
Nach dem Frieden von Westminster, mit dem der Erste Englisch-Niederländische Krieg beendet wurde, sollte die Insel an die britische Krone zurückgegeben werden. Dies scheiterte jedoch 1660 an formalen Streitigkeiten, und die Insel blieb weiterhin in niederländischem Besitz. 1665 wurden die englischen Händler schließlich ganz vertrieben und die Muskatnussbäume abgeholzt. Im Frieden von Breda (1667), der nach dem Zweiten Englisch-Niederländischen Krieg geschlossen wurde, erhielten die Niederländer die Insel endgültig im Austausch gegen die Insel Manhattan, die von den Engländern im Krieg besetzt worden war.

## Gewürzhandel
Die Insel galt den Europäern als sagenhaft reich, da sie mit Muskatnussbäumen bewachsen war. Die Gewinnspannen im Handel mit Muskatnüssen erreichten damals astronomische Höhen von bis zu 60.000 %, insbesondere als kolportiert wurde, die Nuss helfe gegen die Pest. Mit dem Tausch der letzten Muskatnussinsel, welche nicht in ihrem Besitz war, gegen Manhattan konnten sich die Niederländer das Monopol auf den Muskatnussanbau sichern. Erst 1770 wurde dieses Monopol mit der Entführung und Anpflanzung einiger Bäume in Afrika durch Pierre Poivre beendet.